# Kawaii

Pikachu op een vliegtuig van ANA

Kawaii (可愛い of かわいい in het Japans, letterlijk vertaald "schattig" of "lieflijk") is een deel van de Japanse cultuur dat rond schattigheid draait. De term kan refereren aan voorwerpen, mensen en andere zaken die charmant, kwetsbaar, verlegen en kinds lijken. Voorbeelden zijn handschriften, bepaalde manga genres, kledingstijlen en Hello Kitty.
Deze schattigheidscultuur, of kawaii-esthetiek, is een prominent aspect van de Japanse populaire cultuur. Dit uit zich onder meer in entertainment, mode, keuken, speelgoed, etc.

## Betekenis
Kawaii betekent schattig of lieflijk. In brede zin staat het voor een culturele stijl van getekende personages in zachte, pastel kleuren, vaak met een grote aaibaarheidsfactor. In Japan hebben veel organisaties en overheidsinstelling hun eigen personage, dat als een soort mascotte dient. 

### Oorspronkelijke definitie

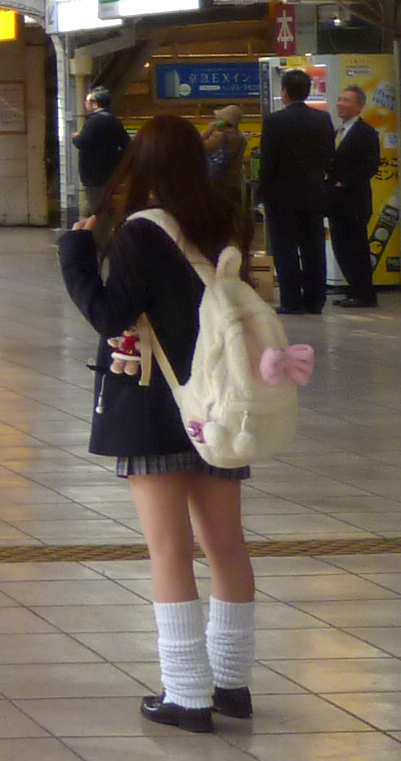
Kogal, herkenbaar aan haar ingekorte rok en losse sokken. De zachte rugzak en de teddybeer die ze bij zich draagt zijn voorbeelden van kawaii.

De oorspronkelijke definitie van kawaii komt voort uit Murasaki Shikibu's Genji monogatari, waar het woord naar meelijwekkende eigenschappen verwijst. De vroegst gekende betekenis is het Japanse adjectief かわいそう (kawaisō), wat "meelijwekkend" betekent. Deze vorm van het woord kawaii en diens afgeleiden kawaisō en kawairashii worden vandaag in bepaalde dialecten gebruikt met als betekenissen "genant, schaamtevol" en "goed, leuk, fijn", naast de standaardbetekenissen "schattig" en "meelijwekkend".
Sugiyama Tomoyuki (杉山奉文), de auteur van Cool Japan, stelt dat de origines van kawaii liggen in de populariteit van netsuke (kleine, met de hand gesneden gordelknopen) uit de Edoperiode.

## Geschiedenis

### Schattige handschriften
De opkomst van kawaii in de Japanse cultuur gebeurde in de jaren 1970. Dit kwam door een nieuwe, populaire manier van schrijven met de hand. Veel tienermeisjes begonnen horizontaal (Japans wordt verticaal geschreven) te schrijven met mechanische potloden. Deze jongedames schreven grote, ronde karakters en voegden kleine tekeningen toe aan hun geschriften, zoals hartjes, sterretjes, emoji's en letters uit het Latijnse alfabet. Dit soort kawaii-handschrift was moeilijk leesbaar. Daarom veroorzaakte deze schrijfstijl veel controverse in Japan en werd het op vele scholen verbannen. In de jaren 1980 werd deze kawaii-schrijfstijl overgenomen door populaire tijdschriften en stripverhalen. Ook werd ze veel gebruikt in de reclamewereld.
Van 1984 tot en met 1986 bestudeerde Yamane Kazuma (山根一眞) deze ontwikkelingen. Hij noemde de lieflijke handschriften die de tienermeisjes hanteerden Abnormale Vrouwelijke Tienerhandschriften. Dit soort handschrift werd ook 丸い 字 (marui ji, letterlijk rond schrift), 小猫字 (koneko ji, letterlijk kittenschrift), 漫画字 (manga ji, letterlijk stripschrift) en 鰤字(burikko ji, letterlijk kinderlijk schrift) genoemd. Hoewel eerst gedacht werd dat tienermeisjes deze stijl hadden overgenomen van populaire manga, bleek tijdens deze studie dat de meiden deze stijl zelf ontwikkeld hadden. Deze evolutie gebeurde dus reeds voordat manga de stijl populariseerde.

### Schattige handelswaren
Deze groeiende trend leidde er toe dat bedrijven als Sanrio kawaii-goederen gingen produceren. Het schoolvoorbeeld hiervan is Hello Kitty. Hello Kitty was vanaf het begin een groot succes. Recent bracht Sanrio ook kawaii-personages uit met een diepgaandere persoonlijk, gericht op een ouder publiek. Voorbeelden zijn Gudetama en Aggretsuko.
De kawaii-markt werd in Japan oorspronkelijk vooral gedreven door meisjes van vijftien tot achttien jaar. Later viel deze leeftijdsgebondenheid weg. Vandaag is het concept van schattige dagelijkse voorwerpen populair bij alle leeftijdsgroepen.
Schattige elementen zoals hartjes, bloemetjes, sterren en regenbogen kunnen in alle lagen van de Japanse maatschappij teruggevonden worden, van grote bedrijven tot lokale handelaars en zelfs de overheid. Veel bedrijven gebruiken kawaii-mascottes om hun goederen aan de man te brengen. Zo bezit ANA tien vliegtuigen met afbeeldingen van Pikachu op hun zijkant, plaatste Asahi Bank Nijntje op een aantal van hun bankautomaten en bankkaarten, en zo heeft de NHK een eigen schattige mascotte genaamd Domokun.

## Kenmerken

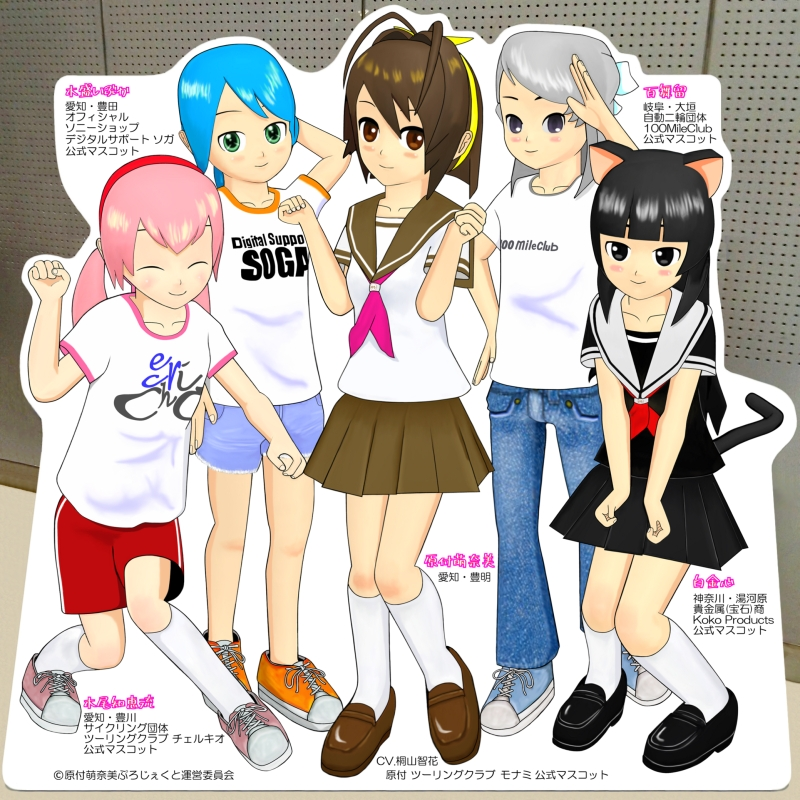
Voorbeelden van verschillende Japanse kawaii-mascottes

Het gebruik van grote ogen bij animepersonages is een voorbeeld van kawaii. Andere kenmerken zijn grote hoofden, versimpelde en tweedimensionale lichamen. Kawaii kan ook heel simpel getekend zijn, met twee stippen als ogen, een bloos-effect en weinig detail. Hierbij worden vaak pastelkleuren gebruikt.
Soichi Masubuchi (増淵宗一) stelt dat het concept van de schattigheid het oude Japanse verfijnde schoonheidsideaal heeft overgenomen.
Als cultureel fenomeen wordt kawaii steeds meer gezien als integraal deel van de Japanse cultuur en nationale identiteit. Sinds 2009 heeft Japan een "ambassadeur van kawaii": Misako Aoki. Zij werd aangesteld om na te gaan in hoeverre het concept kawaii zich verspreid heeft doorheen de wereld.

### Gender
Japanse vrouwen die kawaii-mannerismes aannemen (bijvoorbeeld een hoge stem) worden 鰤子 (burikko, inauthentieke kinderlijkheid) genoemd. Dit fenomeen wordt gezien als een soort van genderperformantie. Dit neologisme werd in de jaren 1980 uitgevonden door humorist Yamada Kuniko (山田邦子).

### Fysieke aantrekkelijkheid
In Japan is kawaii sociaal acceptabel voor zowel vrouwen als mannen. Het wordt ook als aantrekkelijk gezien. Voorbeelden van ingrepen om te voldoen aan dit schoonheidsideaal zijn het vergroten van de ogen door het dragen van cirkellenzen en valse wimpers, mannen die hun benen scheren (neotenie), veel oogmake-up en zelfs ooglidcorrectie via plastische chirurgie.

### Idolen

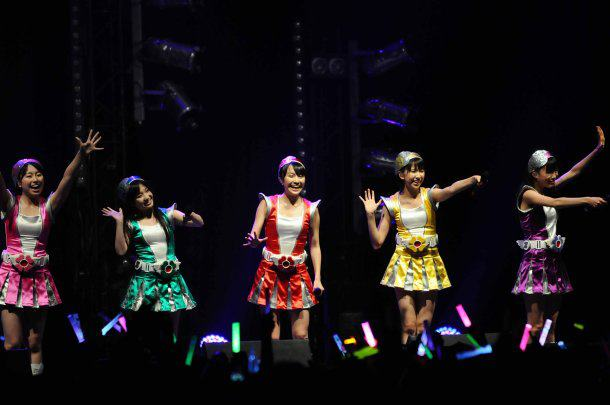
Momoiro Clover Z op Japan Expo

Japanse idolen (アイドル, aidoru) zijn mediapersoonlijkheden die als tieners en twintigers als bijzonder aantrekkelijk of schattig worden gezien. Gedurende een aantal maanden tot jaren verschijnen zij in de media, bijvoorbeeld als popgroepen, zangers, acteurs, televisiepersoonlijkheden, modellen,... In de jaren 1980 werden kawaii idols populair. Seiko Matsuda populariseerde de trend. Vrouwen gingen haar schattige modestijl en mannerismes emuleren. De nadruk bij deze trend ligt op de hulpeloosheid en onschuld van jonge meisjes.
Niet elk bekend jong persoon is een idol. Zo verwerpen veel rockmuzikanten bijvoorbeeld de term. Bekende voorbeelden van idol bands zijn Morning Musume, AKB48 en Momoiro Clover Z.

### Kawaii-modestijlen

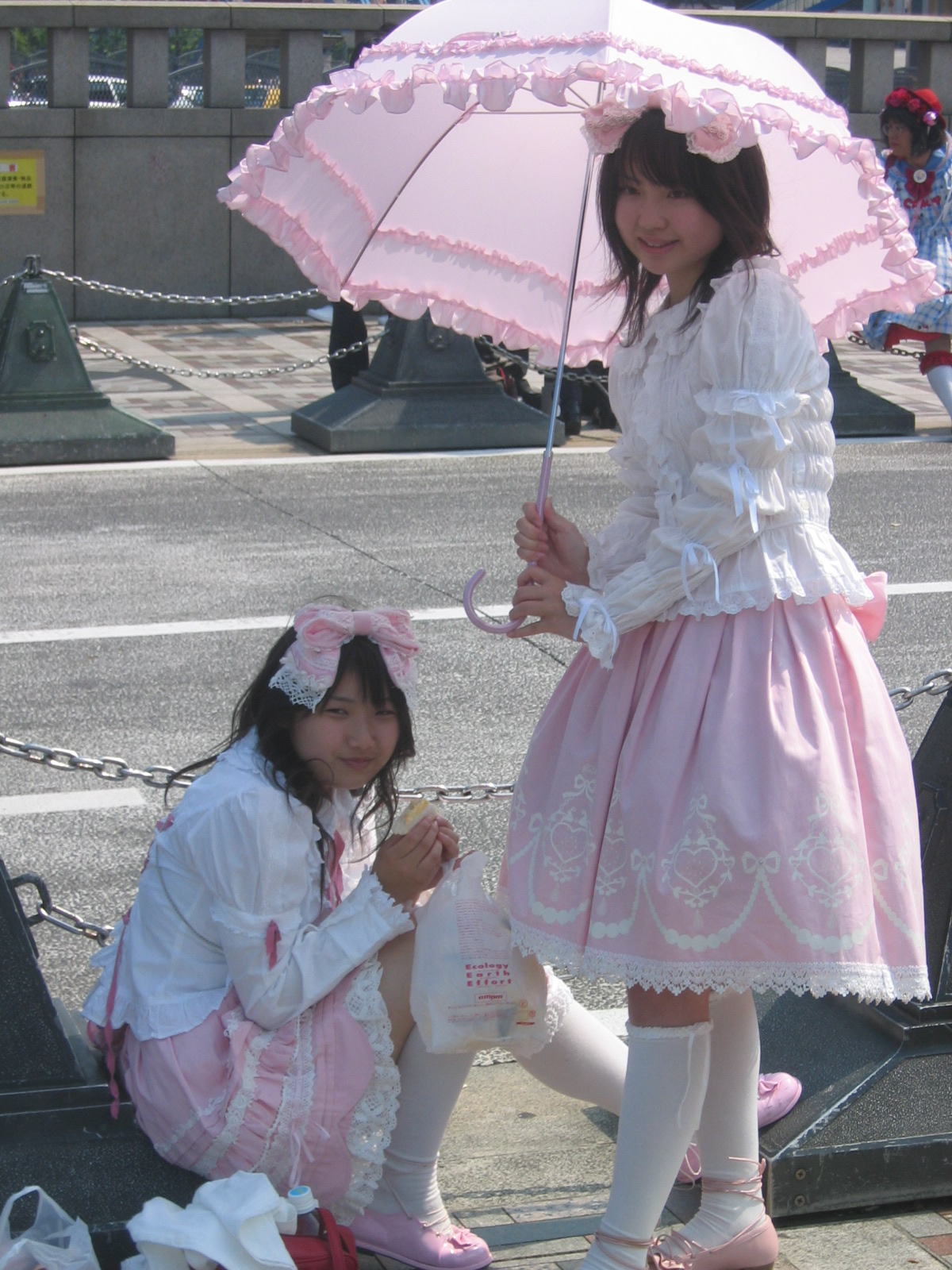
Sweet Lolita-mode in Japan

De lolitamodestijl is een typische Japanse kawaii-modestijl met bijhorende subcultuur. Het fenomeen vindt inspiratie in de Victoriaanse periode en de Rococo. Het idee is om er schattig, onschuldig en elegant uit te zien. Hiervoor gebruikt men onder meer kant, linten, strikken, ruches en petticoats. Vooral de substijl Sweet lolita sluit aan bij het kawaii-fenomeen. Populaire kledingsmerken zijn Baby, the Stars Shine Bright, Angelic Pretty en Metamorphose Temps de Fille. Een archetype voorbeeld van een sweet lolita is Momoko uit de 2004 film Kamikaze Girls.
De modestijlen Fairy-kei, Yumekawaii en Decora zijn ook typische voorbeelden van kawaii. De modestijl Yamikawaii speelt met het idee van corrupte, duistere schattigheid en gebruikt kawaii om zware onderwerpen zoals depressie bespreekbaar te maken.